# Fotí
El fotí és una partícula elemental hipotètica, predita per les teories de supersimetria, que seria una supercompanya del fotó, amb nombre leptònic 0, nombre bariònic 0 i espín 1/2 (fermió), i de massa no nul·la. Junt amb el zetí i el higgsí, altres partícules supersimètriques hipotètiques companyes del bosó Z i del bosó de Higgs, és un gaugí i un dels constituents del neutralí.
El fotí podria ser descobert amb l'accelerador de partícules LHC del CERN, actualment en funcionament.